# Nathan Silva
Nathan Silva, właśc. Nathanael Ananias da Silva (ur. 6 maja 1997 w Oliveirze) – brazylijski piłkarz występujący na pozycji środkowego obrońcy, od 2023 roku zawodnik meksykańskiego Pumas UNAM.
Jego brat Werley również jest piłkarzem.